# Metonimija
Metonimíja (starogrško μετωνυμία: metōnymía – zamenjava imena ali napačno imenovanje) ali preimenovanje je retorična figura, v kateri je ime za neko stvar zamenjano z drugim imenom, ki je s prvim v vzročni ali kateri drugi zvezi. Pri metonimiji cel avtobus je pel ne poje avtobus, ampak potniki v avtobusu. Čeprav se o metonimiji večinoma govori v povezavi z literaturo, je metonimija zelo pogosta v vsakdanjem govoru. Z njo odkrivamo nove možnosti logične odvisnosti ter povezanosti med pojmi. Ko rečem „Ali si že prebral Prešerna?” namesto „Ali si že prebral Prešernove pesmi?”, so Prešeren in Prešernove pesmi v tesni zvezi, in sicer vzročni. Pogosta je v publicističnih besedilih, predvsem v naslovih (Bela hiša molči namesto ameriški predsednik molči).

## Vrste metonimij
Vrst zamenjav je veliko. V povedi Ravne so sprejele trikratno zmagovalko Tino Maze so Ravne metonimični izraz za prebivalce Raven na Koroškem. Običajen izraz za prebivalce kraja smo zamenjali z metonimičnim izrazom za kraj, v katerem prebivalci živijo.
| vrsta zamenjave                       | metonimični izraz                              | običajni izraz                                                        |
| ------------------------------------- | ---------------------------------------------- | --------------------------------------------------------------------- |
| celota z delom                        | daj mi svoj telefon                            | daj mi svojo telefonsko številko                                      |
| del s celoto                          | grem na pijačo                                 | grem s prijateljem v bar, kjer bova pila pijačo                       |
| poslopje s prebivalci                 | cel razred se je smejal                        | učenci in učitelj so se smejali                                       |
| kraj s prebivalci                     | Bruselj poziva Slovenijo k varčevalnim ukrepom | bruseljski poslanci pozivajo slovenske poslance k varčevalnim ukrepom |
| prebivalci s krajem                   | Nemci so gostili svetovno prvenstvo v nogometu | Nemčija je gostila svetovno prvenstvo v nogometu                      |
| avtor z delom                         | gremo gledat Spielberga                        | gremo gledat film, ki ga je režiral Steven Spielberg                  |
| orodje z delom                        | ves dan je na internetu (gleda televizijo)     | ves dan brska po internetnih straneh (gleda filme po televiziji)      |
| orodje s funkcijo orodja              | slišim telefon                                 | slišim zvonjenje telefona                                             |
| funkcija orodja z orodjem             | vklopi gretje                                  | vklopi radiatior                                                      |
| znamka z izdelkom                     | imam mercedesa                                 | avto znamke Mercedes                                                  |
| sredstvo z uporabnikom sredstva       | avtobus ima zamudo / fant je dober cepec       | voznik avtobusa zamuja / fant je dober mlatec                         |
| čas z ljudmi, ki so v tem času živeli | renesansa se je navduševala nad človekom       | ljudje, ki so živeli v času renesanse                                 |
| vsebina embalaže z embalažo           | mleko se je polilo                             | embalaža z mlekom se je polila                                        |
| zdravilo s funkcijo zdravila          | aspirin                                        | tableta proti glavobolu                                               |

## Sinekdoha ali sovzporedje
Sinekdoha (starogrško συνεκδοχή: sinekdohé - pojmovanje) je retorična figura, pri kateri del predstavlja celoto. Dvorana molči je metonimija za gledalce v dvorani, saj je dvorana prostor, ki ni fizični del gledalcev. Medtem gre pri izrazu vse oči so uprte v igralce za sinekdoho, saj so oči del gledalcev. Pogosto se sinekdoha uvršča med metonimije, včasih pa jo obravnavajo kot samostojno retorično figuro. Če rečemo Na zabavo je prišla policija, vemo, da je na zabavo prišlo nekaj policistov, ne cela policijska postaja. Policija je v tem primeru sinekdoha.

## Antonomazija
Antonomazija (starogrško ἀντονομάζειν: antonomázein - imenovanje stvari z novim imenom)  je retorična figura, pri kateri z osebnim imenom zamenjamo občno ime: Krjavelj je osebno ime vaškega posebneža v Jurčičevem Desetem bratu. Kot občno ime pa krjavelj označuje nabritega, neumnega, komičnega človeka. Ko nekoga označimo za krljavlja, uporabimo antonomazijo. Za antonomazijo gre tudi v primeru, ko z občnim imenom zamenjamo osebno ime: recimo če profesorja slovenščine šaljivo poimenujemo vejica. Antonomazija je vrsta metonimije, pri kateri gre za točno določeno vrsto zamenjave - zamenjavo osebnega imena z občnim.

## Razlika med metonimijo in metaforo
Metafora je osnovana na podobnosti dveh stvari. Če rečem Ti si moj sonček, mislim, da mi pomeniš to, kar živim bitjem pomeni sonce (nekaj, kar je nujno potrebno). Pri metonimiji pa ne gre le za podobnost; tisti dve stvari, ki ju pri metonimiji zamenjamo, sta med seboj v neki bolj konkretni zvezi: Ljubljana praznuje - Ljubljana je metonimični izraz za Ljubljančane, pri čemer Ljubljančani niso podobni mestu Ljubljana, ampak tam samo živijo.